# هورلا
هورلا (به فرانسوی: "Le Horla") یک داستان کوتاه ترسناک است که در سال ۱۸۸۷ توسط نویسندهٔ فرانسوی، گی دو موپاسان، به سبک دفتر خاطرات نوشته شد، که نسخهٔ اولیه (بسیار کوتاه‌تر) آن در روزنامه ژیل بلاس، در ۲۶ اکتبر ۱۸۸۶ منتشر شد.
ندای کاتولو اثر لاوکرفت نیز از این اثر الهام گرفته است، که در آن نیز موجودی فرازمینی به تصویر کشیده شده که بر ذهن‌ها تأثیر می‌گذارد و مقدر شده است که بشریت را فتح کند.
خود کلمهٔ هورلا فرانسوی نیست و یک نوواژه است. شارلوت مندل، که هورلا را برای انتشارات ملویل هاوس ترجمه کرده است، در پسگفتار کتاب می‌گوید که کلمهٔ هورلا ترکیبی از دو کلمهٔ فرانسوی هورس (به معنای بیرون) و لا (به معنای آنجا) است و «هورلا» معنایی شبیه «بیگانه، بیرونی، آن که بیرون است» دارد و می‌توان آن را به صورت تحت‌اللفظی به «آنچه بیرون است» تعبیر کرد.